# Villamediana de Lomas
Villamediana de Lomas ist ein spanischer Ort in der Provinz Burgos der Autonomen Gemeinschaft Kastilien und León. Der Ort gehört zur Gemeinde Alfoz de Bricia. Villamediana de Lomas ist über die Straße BU-V-6116 zu erreichen. 

## Sehenswürdigkeiten
- Kirche San Martín (erbaut im 19. Jahrhundert), mit einem romanischen Taufbecken aus dem 12./13. Jahrhundert